# Уинсор (Виргиния)
Уинсор (англ. Windsor) — город в округе Айл-оф-Уайт  в штате Виргиния США. По данным переписи 2020 года, численность населения составляла 2746 человек.

## Население
| 2010 | 2020  |
| ---- | ----- |
| 2626 | ↗2746 |